# Olympische Sommerspiele 2000/Rhythmische Sportgymnastik
Bei den Olympischen Sommerspielen 2000 in der australischen Metropole Sydney wurden vom 28. September bis 1. Oktober 2000 zwei Wettbewerbe in der Rhythmischen Sportgymnastik ausgetragen. Austragungsort war der Pavilion 3 des The Dome and Exhibition Complex.

## Bilanz

### Medaillenspiegel
| Platz  | Land         | Gold | Silber | Bronze | Gesamt |
| ------ | ------------ | ---- | ------ | ------ | ------ |
| 1      | Russland     | 2    | –      | 1      | 3      |
| 2      | Belarus      | –    | 2      | –      | 2      |
| 3      | Griechenland | –    | –      | 1      | 1      |
| Gesamt | Gesamt       | 2    | 2      | 2      | 6      |

### Medaillengewinner
| Disziplin | Gold | Silber                                                                                            | Bronze |
| --------- | --- | ------------------------------------------------------------------------------------------------- | --- |
| Einzel    | Julija Barsukowa                                                                                        | Julija Raskina                                                                                    | Alina Kabajewa |
| Gruppe    | RusslandIrina Belowa Natalja Lawrowa Marija Netjossowa Wera Schimanskaja Irina Silber Jelena Schalamowa | BelarusTazjana Ananka Tazjana Belan Hanna Hlaskowa Iryna Ilenkawa Maryja Lasuk Wolha Puschewitsch | GriechenlandIrini Aindili Evangelia Christodoulou Maria Georgatou Zacharoula Karyami Chariklia Pantazi Anna Pollatou |

## Ergebnisse

### Einzel
| Platz | Land | Sportlerinnen       | Punkte |
| ----- | ---- | ------------------- | ------ |
| 1     | RUS  | Julija Barsukowa    | 39,632 |
| 2     | BLR  | Julija Raskina      | 39,548 |
| 3     | RUS  | Alina Kabajewa      | 39,466 |
| 4     | UKR  | Olena Witrytschenko | 39,408 |
| 5     | FRA  | Eva Serrano         | 39,390 |
| 6     | UKR  | Tamara Jerofjejewa  | 39,000 |
| 7     | GRE  | Evmorfia Dona       | 38,982 |
| 8     | BLR  | Waleryja Watkina    | 38,957 |

### Gruppe
| Platz | Land | Sportlerinnen                                                                                                 | Punkte  |
| ----- | ---- | --- | ------- |
| 1     | RUS  | Irina Belowa Natalja Lawrowa Marija Netjossowa Wera Schimanskaja Irina Silber Jelena Schalamowa               | 39,500  |
| 2     | BLR  | Tazjana Ananka Tazjana Belan Hanna Hlaskowa Iryna Ilenkawa Maryja Lasuk Wolha Puschewitsch                    | 39,500  |
| 3     | GRE  | Irini Aindili Evangelia Christodoulou Maria Georgatou Zacharoula Karyami Chariklia Pantazi Anna Pollatou      | 39,283  |
| 4     | GER  | Friederike Arlt Susan Benicke Jeanine Fissler Selma Neuhaus Jessica Schumacher Annika Seibel                  | 38,899  |
| 5     | JPN  | Ayako Inada Yukari Mizobe Yukari Murata Rie Nakashima Masami Nakata Madoka Okamori                            | 38,550S |
| 6     | ITA  | Elena Amato Eva D’Amore Silvia Gregorini Noemi Iezzi Roberta Lucentini Arianna Rusca                          | 38,483  |
| 7     | BUL  | Gabriela Atanassowa Schaneta Iliewa Proletina Kaltschewa Eleonora Keschowa Galina Marinowa Kristina Rangelowa | 38,432  |
| 8     | BRA  | Dayane Camilo Flávia de Faria Alessandra Ferezin Camila Ferezin Thalita Nakadomari Natália Scherer            | 38,266  |